# Euonymus macropterus
Euonymus macropterus là một loài thực vật có hoa trong họ Dây gối. Loài này được Rupr. mô tả khoa học đầu tiên năm 1857.

## Đặc điểm
Đây là loài cây bụi rụng lá cao 10 ft trở lên, tán cây xòe rộng. Lá hình bầu dục hoặc trứng, đầu nhọn, màu xanh đậm bóng. Gân lá thường từ 4 đến 5 cặp. Hoa nhỏ, màu xanh lục. Quả có màu hồng, 4 cánh, thu hẹp về phía đầu tròn, lớp bên ngoài màu đỏ đậm.

## Hình ảnh

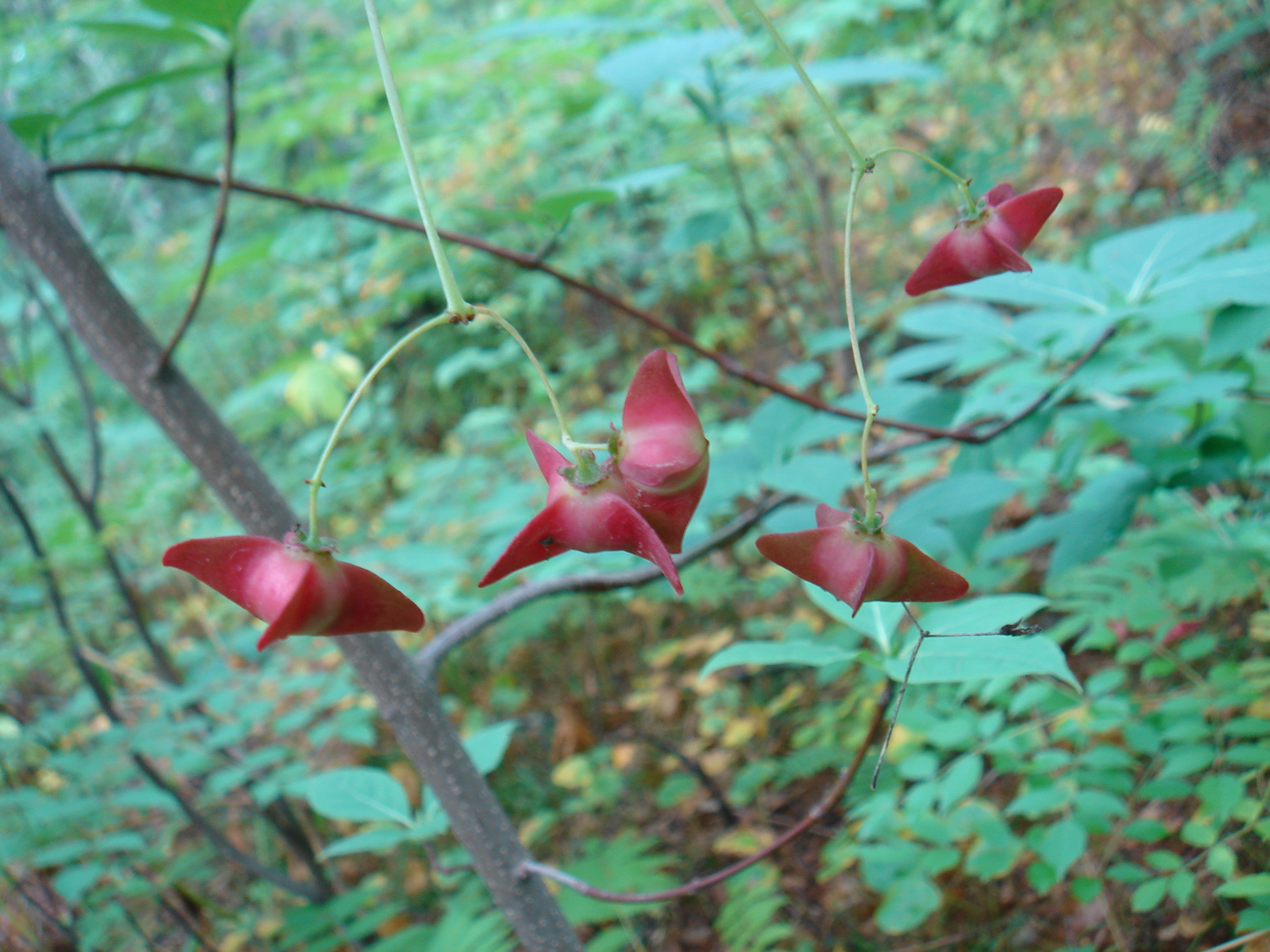